# Microdymasius prominor
Microdymasius prominor là một loài bọ cánh cứng trong họ Cerambycidae.